# The Bone Man
The Bone Man (Der Knochenmann) è un film del 2009 diretto da Wolfgang Murnberger.
Il film contiene elementi che spaziano dalla commedia nera e il grottesco ed è basato sul romanzo omonimo di Wolf Haas, che ha anche collaborato alla sceneggiatura.

## Trama
Brenner è un ex poliziotto che fa l'investigatore privato. Viene assunto da Berti per ritrovare una vettura a noleggio della quale si sono perse le tracce e della quale non sono state pagate le ultime rate. Brenner si mette in viaggio con una Mini decapottabile prestatagli da Berti per recarsi all'indirizzo dell'intestatario del contratto di nolo ma non conoscendo bene la macchina durante il viaggio apre la capote elettrica mentre è in viaggio e la capotte della macchina viene divelta dall'aria.
Giunto all'indirizzo comunicatogli da Berti si accorge di essere in un albergo ristorante dove vede la macchina a nolo posteggiata nel piazzale. Entra e chiede al proprietario, il Sig. Josef, notizie del Sig. Horvath che ha noleggiato la macchina. Gli viene risposto che il Sig. Horvath è un pittore e che è via per una mostra. Brenner esce dall'albergo ma nel piazzale la macchina è scomparsa. Da questo momento gli eventi si succedono con continui colpi di scena e il Sig. Josef si rivelerà un personaggio inquietante.
Brenner riuscirà comunque a fare luce sull'intricata vicenda.

## Distribuzione
Il film è conosciuto fuori dai confini austriaci come:
- Francia - Bienvenue à Cadavres-Les-Bains
- Grecia - O anthropos ton oston
- Ungheria - Csontdaráló
- Russia - Мясник
- Europa - The Bone Man
- Distribuzione mondiale - The Bone Man

Case distribuzione:
- Frenetic Films (2009) (Svizzera)
- MK2 Diffusion (2009) (Francia)
- Filmladen (2008) (Austria)
- Majestic-Filmverleih (2008) (Germania)
- LISTO Videofilm